# Liste des U-Boote de la Seconde Guerre mondiale U-1251 à U-1500
La liste des U-Boote de la Seconde Guerre mondiale U-1251 à U-1500  est l'inventaire des sous-marins allemands utilisés par la Kriegsmarine pendant la Seconde Guerre mondiale.
La mise en service de ces U-Boote s'échelonne de 1943 à 1945.

NB: U-Boote est le pluriel de U-Boot en allemand.
La liste suivante est triée par numéro de désignation officielle des U-Boote.

## Légendes
- †  = Détruit par l'ennemi
- ?  = Disparu
- §  = Rendu à l'ennemi ou capturé
- ×  = Accident ou coulé
- R  = Retiré du service (mis à la casse, démolition ou autre opération)

## U-1251 à U-1300
| Désignation     | Type    | Mis en service             | Mis hors service           |
| --------------- | ------- | -------------------------- | -------------------------- |
| U-1251 à U-1262 | IX C40  | Suspendu 30 septembre 1943 | Annulé 6 novembre 1943     |
| U-1263 à U-1270 |         | Non attribué               |                            |
| U-1271          | VII C41 | 12 janvier 1944            | R 9 mai 1945               |
| U-1272          | VII C41 | 28 janvier 1944            | R 10 mai 1945              |
| U-1273          | VII C41 | 16 février 1944            | † 17 février 1945          |
| U-1274          | VII C41 | 1er mars 1944              | † 16 avril 1945            |
| U-1275          | VII C41 | 22 mars 1944               | × 3 mai 1945               |
| U-1276          | VII C41 | 6 avril 1944               | † 20 février 1945          |
| U-1277          | VII C41 | 3 mai 1944                 | × 3 juin 1945              |
| U-1278          | VII C41 | 31 mai 1944                | † 17 février 1945          |
| U-1279          | VII C41 | 5 juillet 1944             | † 27 février 1945          |
| U-1280 à U-1281 | VII C41 | Non fini à 50-60 %         | Suspendu 23 septembre 1944 |
| U-1282          | VII C41 | Non fini à 50-60 %         | Suspendu 23 septembre 1944 |
| U-1283 à U-1285 | VII C41 | Suspendu 30 septembre 1943 | Annulé 22 juillet 1944     |
| U-1286 à U-1291 | VII C41 | Suspendu 30 septembre 1943 | Annulé 6 novembre 1943     |
| U-1292 à U-1297 | VII C42 | Suspendu 30 septembre 1943 | Annulé 6 novembre 1943     |
| U-1298 à U-1300 |         | Non attribué               |                            |

## U-1301 à U-1350
| Désignation     | Type    | Mis en service             | Mis hors service         |
| --------------- | ------- | -------------------------- | ------------------------ |
| U-1301          | VII C41 | 11 février 1944            | R 9 mai 1945             |
| U-1302          | VII C41 | 25 mai 1944                | † 7 mars 1945            |
| U-1303          | VII C41 | 5 avril 1944               | × 5 mai 1945             |
| U-1304          | VII C41 | 6 septembre 1944           | × 5 mai 1945             |
| U-1305          | VII C41 | 13 septembre 1944          | R 10 mai 1945            |
| U-1306          | VII C41 | 20 décembre 1944           | × 5 mai 1945             |
| U-1307          | VII C41 | 17 novembre 1944           | R 9 mai 1945             |
| U-1308          | VII C41 | 17 janvier 1945            | × 2 mai 1945             |
| U-1309 à U-1312 | VII C41 | Suspendu 6 novembre 1943   | Annulé 22 juillet 1944   |
| U-1313 à U-1318 | VII C42 | Suspendu 30 septembre 1943 | Annulé 6 novembre 1943   |
| U-1319 à U-1330 |         | Non attribué               |                          |
| U-1331 à U-1338 | VII C41 | Suspendu 30 septembre 1943 | Annulé 22 juillet 1944   |
| U-1339 à U-1350 | VII C42 |                            | Annulé 30 septembre 1943 |

## U-1351 à U-1400
| Désignation     | Type | Mis en service | Mis hors service |
| --------------- | ---- | -------------- | ---------------- |
| U-1351 à U-1400 |      | Non attribué   |                  |

## U-1401 à U-1450
| Désignation     | Type    | Mis en service                     | Mis hors service       |
| --------------- | ------- | ---------------------------------- | ---------------------- |
| U-1401 à U-1404 | VII C41 | Suspendu 30 septembre 1943         | Annulé 22 juillet 1944 |
| U-1405          | XVII B  | 21 décembre 1944                   | × 5 mai 1945           |
| U-1406          | XVII B  | 8 février 1945                     | × 7 mai 1945           |
| U-1407          | XVII B  | 13 mars 1945                       | R 1949                 |
| U-1408 à U-1410 | XVII B  | Emdommagé raid aérien 30 mars 1944 |                        |
| U-1411 à U-1416 | XVII B  | Suspendu 30 septembre 1943         | Annulé 22 juillet 1944 |
| U-1417 à U-1422 | VII C41 | Suspendu 30 septembre 1943         | Annulé 22 juillet 1944 |
| U-1423 à U-1434 | VII C42 | Suspendu 30 septembre 1943         | Annulé 6 novembre 1943 |
| U-1435 à U-1439 | VII C41 | Suspendu 30 septembre 1943         | Annulé 22 juillet 1944 |
| U-1440 à U-1450 | VII C42 | Suspendu 30 septembre 1943         | Annulé 6 novembre 1943 |

## U-1451 à U-1500
| Désignation     | Type    | Mis en service             | Mis hors service       |
| --------------- | ------- | -------------------------- | ---------------------- |
| U-1451 à U-1463 | VII C42 | Suspendu 30 septembre 1943 | Annulé 6 novembre 1943 |
| U-1464 à U-1500 |         | Non attribué               |                        |

### Sources
- (de) Cet article est partiellement ou en totalité issu de l’article de Wikipédia en allemand intitulé « Liste deutscher U-Boote (1935–1945)/U 1251–U 1500 » (voir la liste des auteurs).

- (en) Cet article est partiellement ou en totalité issu de l’article de Wikipédia en anglais intitulé « List of U-boats of Germany » (voir la liste des auteurs).